# Goodbye to Gravity
Goodbye to Gravity was een Roemeense metalcoreband afkomstig uit Boekarest.
De band kwam voor het eerst samen in 2010, maar gaf haar eerste publieke optreden in 2011. De band was geformeerd door Andrei Găluț, die een paar jaar eerder de Roemeense talentenjacht Megastar had gewonnen. In 2012 brachten ze een zelf-getiteld debuutalbum uit, waarmee ze een lokale fanschare opbouwden. Dit leidde ertoe dat zij een contract aangeboden kregen bij de Roemeense tak van Universal Music. In de jaren die volgden toerde de band door heel Europa en stonden zij onder meer op festivals in Duitsland, Italië en Portugal.
Op 30 oktober 2015 bracht de band het album Mantras of War uit. Om de release te vieren, gaven ze een gratis optreden in de club Colectiv in Boekarest. Gedurende dit optreden, veroorzaakte de vuurwerkshow van de band een brand, die versterkt werd door het vele polyurethaan in de club, dat gebruikt werd om het geluid te dempen. In totaal stierven 64 mensen aan de gevolgen van de brand en raakten velen meer gewond. De gitaristen Vlad Țelea en Mihai Alexandru stierven ter plekke. Drummer Bogdan Enache overleed op 8 november, tijdens transport naar een ziekenhuis in Zwitserland. Bassist Alex Pascu overleed op 11 november in een Frans ziekenhuis. Andrei Găluț had zware brandwonden op 45 procent van zijn lichaam, maar hij was het enige bandlid dat het ongeval wist te overleven. Over de nasleep van de ramp maakte Alexander Nanau in 2019 de documentairefilm Colectiv.
Universal Music Romania stemde toe de volledige opbrengsten van Mantras of War te doneren aan de slachtoffers van de ramp.

## Bezetting
- Mihai Alexandru – gitaar
- Bogdan Enache – drums
- Andrei Găluț – vocalen
- Alex Pascu – bas
- Vlad Țelea – gitaar

## Discografie
Studioalbums
- 2012: Goodbye to Gravity
- 2015: Mantras of War